# Sheila Sherlock
Sheila Patricia Violet Sherlock (* 13. März 1918 in Dublin; † 30. Dezember 2001 in London) war eine britische Medizinerin und weltweit führende Expertin im Bereich der Lebererkrankungen. Sie wurde die erste Frau in Großbritannien, die eine Professur in Medizin bekleidete. Gemeinsam mit Hans Popper gilt sie als Begründerin der modernen Hepatologie.

## Ausbildung
Die in Dublin geborene Tochter von Samuel Philip Sherlock und dessen Frau Violet Mary Catherine, geborene Beckett, wuchs in Sandgate auf, einer kleinen Hafenstadt in Kent. Dort besuchte sie die Folkestone County School for Girls und entschloss sich, Medizin zu studieren. Ihre Bewerbungen an Universitäten wurden allesamt abgewiesen, bis sie schließlich im August 1936 eine verspätete Zusage der University of Edinburgh erhielt, wo sie ihr Studium am 1. Oktober desselben Jahres aufnahm. Ihre finanzielle Situation war durch ein Stipendium des Kent Education Committee von jährlich GBP 60 und einem weiteren Stipendium ihrer Schule in Folkestone von GBP 120 wenig komfortabel, weshalb sie während der studienfreien Zeit als Bedienung und Nachhilfelehrerin arbeitete. Trotz der Mehrbelastung schloss sie ihr Studium 1941 mit MB BCH Summa cum laude als Klassenbeste und der Ettles scholarship, als erst die zweite Frau, die diese Leistung vollbrachte, ab.
Eigentlich hätte die Ettles Scholarship ihr eine Assistenz (House Officer) an der Royal Infirmary eingebracht. Als Frau blieb ihr eine Tätigkeit dort aber verwehrt, weil es keine Unterkünfte für Frauen gab. Alternativ bot man ihr eine Stelle als House Officer an einem außerhalb Edinburghs gelegenen Krankenhaus an. Durch ihren hervorragenden Abschluss war ihr Lehrer in Chirurgie, James Learmonth, auf sie aufmerksam geworden und bot ihr eine Stelle als Assistant Lecturer an. Sie konnte wie ein House Officer Erfahrungen sammeln und nahm gleichzeitig an der wissenschaftlichen Arbeit Learmonths teil. Das Verhältnis der beiden war freundschaftlich. Sie nannte ihn wie all seine Assistenten Poppa und Learmonth reiste später nach London, um dort ihren Verlobten zu begutachten und seine Zustimmung zur Verbindung zu geben. Auch zur Geburt ihres ersten Kindes war Poppa zugegen.
1942 wechselte Sherlock mit besten Empfehlungen ihrer Lehrer in Edinburgh an das Hammersmith Hospital in London, wo sie unter John McMichael arbeitete, wie sie ein Ettles Scholar. Hammersmith war als British Postgraduate Medical School gewählt worden, die erste Einrichtung im Land, die der Ausbildung von Spezialisten und der Förderung der medizinischen Forschung und der Ausweitung des medizinischen Wissens gewidmet war. Sie traf dort auf McMichael, welcher an kardiovaskulären Fragen und mit Herzkathetern arbeitete und Eric Bywaters, welcher Erkrankungen der Nieren erforschte. Beide Problemstellungen waren im fortschreitenden Zweiten Weltkrieg direkt anwendbar. In dieser Zeit stellte die Gelbsucht ein großes Problem dar, besonders bei den Truppen in Nordafrika. Bekannte Ursachen waren die Posttransfusions-Hepatitis und als Folge der Arsentherapie gegen die Syphilis. Letztere konnte später auf unzureichend sterilisierte Spritzen zurückgeführt werden. McMichael hatte schon wegweisende Arbeiten zur Leber geschrieben, bevor er sich auf die Herzchirurgie konzentrierte.
Von McMichael erlernte sie die Technik der Leberbiopsie, genauer die perkutane Aspirationsbiopsie, nach dem von Poul Iversen und Kaj Roholm in Dänemark 1939 entwickelten Verfahren. McMichaels und Sherlocks gemeinsame Abhandlung über die Pathologie einer akuten Hepatitis widerlegte endgültig die Theorie der Krankheitsentstehung durch den Verschluss von Gallengängen durch einen Schleimpfropf. Mit ihrer Doktorarbeit, 1945 in Edinburgh angenommen, gewann sie auf der Basis dieser Untersuchungen eine Goldmedaille. So begann ihre Karriere als Hepatologin, noch bevor es diese Fachrichtung in Großbritannien gab. Nach sechs Monaten als House Officer in Hammersmith kehrte Sherlock zurück nach Edinburgh, wo sie als Registrar (Oberarzt) von Ray Gilchrist arbeitete. Nur fünf Monate später erhielt sie eine Einladung von McMichael, eine durch das Medical Research Council (MRC) geförderte Forschungsstelle am Hammersmith anzutreten.

## Frühe Forschungen
Ab 1943 befasst sich Sherlock mit der Biochemie der Leber und deren Erkrankungen am Hammersmith. Als die Förderung durch das MRC auslief, übernahm das Beit-Memorial-Stipendium die weitere Finanzierung. Sie schrieb eine ausführliche Arbeit über die Technik der Leberbiopsie, woraufhin sie häufig in Krankenhäuser eingeladen wurde, um Leberbiopsien durchzuführen.
Mit der Biochemikerin Veryan Walsh verfasste sie mehrere Arbeiten über die Beziehung von biochemischen Parametern der Leber und histologischen Veränderungen. Auch untersuchten sie verschiedene Einflüsse auf die Leber, wie die späten Folgen einer Hepatitiserkrankung, des Diabetes Mellitus oder der Mangelernährung. Im Zuge ihrer Forschungen reiste sie auch ins Nachkriegsdeutschland, um die genannten Folgen direkt untersuchen zu können.
Ein Stipendium der Rockefeller-Stiftung brachte sie 1947 an die Yale University, wo sie mit dem Chemiker Cyril Norman Hugh Long zusammenarbeitete, dem ersten, der Adrenocorticotropin (ACTH) isolierte. Während dieses Aufenthaltes knüpfte sie einige Kontakte zu Ärzten, wie Hans Popper, welche sich mit der Leber befassten. Popper hatte die Idee, eine amerikanische Leber-Vereinigung zu gründen und er lud Leon Schiff aus Cincinnati, Fred Hoffbauer und Cecil Watson aus Minneapolis sowie Jesse Bollman von der Mayo Clinic zu einem Treffen in der Bibliothek des Hektoen Institute for Medical Research in Chicago ein. Diese Gruppe bildete die Keimzelle der 1950 gegründeten American Association for the Study of Liver Diseases (AASLD). Sherlock besuchte sämtliche Jahrestreffen der Organisation bis 2000 und wurde 1988 mit dem Distinguished Service Award der AASLD ausgezeichnet.
Im darauffolgenden Jahr kehrte sie deutlich welterfahrener zurück als Dozentin und Chefärztin am Hammersmith. Sie war mit erst 30 Jahren eine der jüngsten Fachärzte des Landes und galt als anerkannte Pionierin auf dem Gebiet der Lebererkrankungen.
Sie gründete eine Leberabteilung am Hammersmith und binnen weniger Jahre wurde sie eine Berühmtheit. Studierende kamen von überallher, insbesondere aus den Vereinigten Staaten und dem Commonwealth. 1952 wurde sie zum Fellow des Royal College of Physicians (RCP) gewählt, die jüngste Frau in der Geschichte der Organisation.
Sherlocks Forschungsinteressen in dieser Zeit war die Verarbeitung von Glukose in der Leber, der Blutkreislauf der Portalvene und die Behandlung von krankheitsbedingten Flüssigkeitsansammlungen in der Leber. Ihre Untersuchungen am Hammersmith resultierten in vielen Arbeiten, darunter einem im Lancet 1954 veröffentlichten Artikel, in welchem sie den Begriff „portosystemische Enzephalopathie“ prägte. Die Arbeit war grundlegend für das Verständnis der Erkrankung der hepatischen Enzephalopathie und der Behandlung, deren Zusammenhang mit der Gelbsucht schon seit der Antike bekannt war, aber bis dahin unerklärt blieb. Sherlock und ihr Team (Bill Summerskill, Laurens White und Elizabeth Phear) konnten durch verschiedene Untersuchungen an achtzehn Patienten feststellen, dass normalerweise in der Leber verstoffwechselte stickstoffhaltige Substanzen von der Leber nicht mehr aufgehalten und an den Blutkreislauf abgegeben wurden. Diese Arbeit Sherlocks wurde 1993 in einer Übersicht wegweisender Artikel der Physiological Society besonders gewürdigt. Insgesamt produzierte Sherlock mit ihrer Arbeitsgruppe am Hammersmith 90 Aufsätze in Fachzeitschriften. Ihre aggressiv-invasive Vorgehensweise wurde verschiedentlich kritisiert, hat sich inzwischen aber längst als medizinische Praxis durchgesetzt.
Ihr größter Erfolg in dieser Zeit war ihr 1955 veröffentlichtes Lehrbuch Diseases of the Liver and the Bilary System (dt. Krankheiten der Leber und der Gallenwege, 1965). Das Buch war ein durchschlagender Erfolg. Sherlock überarbeitete selbst acht Auflagen und übergab den Stab 1993 an ihren langjährigen Assistenten James Dooley, der kurz vor ihrem Tod, 2001, die elfte Auflage vorstellte. Neben der deutschen Übersetzung wurden auch eine griechische, italienische, japanische, russische, portugiesische und spanische Übersetzung veröffentlicht.
In ihrer Zeit am Hammersmith veranstaltete Sherlock das CIBA-Symposium (1950), der, nach Angaben von Hans Popper, ersten internationalen Konferenz zur Behandlung von Erkrankungen der Leber. Die Konferenz lockte Experten aus der ganzen Welt nach London. Ebenfalls in diese Zeit fällt die Gründung der International Association for the Study of the Liver (IASL) zu deren ersten Präsidentin Sherlock 1958 gewählt wurde.

## Arbeit am Royal Free Hospital
1959 berief die Royal Free Hospital School of Medicine sie zur Professorin für Medizin. Sie war die erste Frau in Großbritannien, die eine Professur in Medizin erhielt. Die Schule hatte eine Vorreiterrolle in der Ausbildung weiblicher Mediziner geleistet, konnte aber bis zu Sherlocks Ankunft kaum einen Anspruch auf höchste Qualität erheben.
Sherlock folgte eine Gruppe von Forschern vom Hammersmith ans Royal Free, mit denen sie ein neues Institut einrichtete, welches zum besten in Europa werden sollte. Zusammen mit den Ärzten aus Übersee machte diese Gruppe wesentliche Entdeckungen zu den Krankheiten der Leber. Patienten wurde das Royal Free empfohlen und so konnten die Forscher aus der großen Anzahl an Patienten die Fälle wählen, die sie interessierten. Die vielen Patienten verschoben auch die Forschungsschwerpunkte von den eher physiologisch geprägten Forschungen im Hammersmith zu diagnostischen Themen und der Behandlung der Kranken. Wichtige Ergebnisse waren die Verwendung von Steroiden zur Behandlung chronischer Hepatitis, dem Zusammenhang von Hepatitis und späteren Leberkarzinomen und Leberzirrhose bis hin zur Untersuchung von Geschlechtsverkehr und Homosexualität in der Verbreitung der Hepatitis. Gemeinsam mit Deborah Doniach vom Middlesex Hospital erarbeitete Sherlock die Erkenntnis, dass es sich bei der primären biliären Cholangitis um eine Autoimmunerkrankung handelte. Diagnostisch führten sie zum Nachweis der Erkrankung den Test mit antimitochondrialen Antikörpern (AMA) zum Nachweis der primären biliären Cholangitis ein. Zahlreiche Arbeiten befassten sich allein mit der Behandlung dieser Erkrankung. Auch erkannte man hier als erstes die Bedeutung von immunsuppressiven Behandlungen bei autoimmun verursachter Hepatitis. Weitere Forschungen untersuchten den Bilirubinstoffwechsel, Hämochromatose („Eisenspeicherkrankheit“), Morbus Wilson („Kupferspeicherkrankheit“), cholestatische Lebererkrankung, Medikamenten-induzierte Hepatotoxizität, Albuminsynthese bei chronischen Lebererkrankungen sowie weiteren Studien zur portalen Hypertension.
Sherlocks Ankunft im Royal Free veranlasste weitere Kollegen dort, sich mit Erkrankungen der Leber zu befassen. Peter Scheuer, der später ein führender Histopathologe wurde, nahm seine Tätigkeit am gleichen Tag wie Sherlock auf. Operateure spezialisierten sich, Radiologen entwickelten ihre Verfahren weiter. Diese Veränderungen verstärkten den Effekt, den Sherlock auf das Royal Free hatte und verbesserte die Qualität der Behandlung weiter.
Fünfzehn Jahre lang war das Institut in Baracken auf den Dächern von Gebäuden in der Gray’s Inn Road beherbergt. Die Räumlichkeiten waren nur über schmale Außentreppen erreichbar, die nicht nur von den Mitarbeitern, sondern auch von den Patienten erklommen werden mussten. Trotz der widrigen Umstände produzierte Sherlocks Team weiterhin hervorragende Arbeiten und das Institut wuchs. 1974 wurden schließlich neue Räumlichkeiten bezogen, die Sherlock selbst mit geplant und entworfen hatte.

## Ausweitung des Einflusses
Sherlocks zunehmende Berühmtheit erweiterte ihre Tätigkeitsraum auch jenseits der Leberforschung. 1961 war sie maßgeblich an der Gründung des British Liver Clubs beteiligt, der sich in die British Association for the Study of the Liver entwickelte und der sie vorsaß. 1973 wurde sie zur Präsidentin der British Society of Gastroenterology (BSG) gewählt und von 1967 bis 1975 wurde sie Chefredakteurin des Presseorgans der BSG, Gut (engl. „Darm“). Sie war Präsidentin verschiedener Organisationen, darunter auch der EASL.
Sie trat regelmäßig mit Vorträgen oder als Moderatorin auf den von Hans Popper und Herbert Falk seit 1967 initiierten Falk Leberwochen auf, die entweder in Basel oder in Freiburg im Breisgau stattfinden.

## Ruhestand
1983 verließ Sherlock den Lehrstuhl und zog sich in den Ruhestand zurück. Das äußerte sich darin, dass sie ihr Büro im 10. Stock des Gebäudes aufgab und ein anderes Büro im 9. Stock bezog, das der Leiter der Chirurgie, Kenneth Hobbs, ihr freundlicherweise zur Verfügung stellte. Hier empfing sie Patienten bis ins Jahr 2000 und schrieb weiter ihre Arbeiten. Wenn sie nicht auf Reisen war, besuchte sie die Klinik täglich. Ihre Leistungen wurden durch ihre Wahl zum Präsidenten der medizinischen Fakultät von 1990 bis 1998 bestätigt.

## Ehrungen

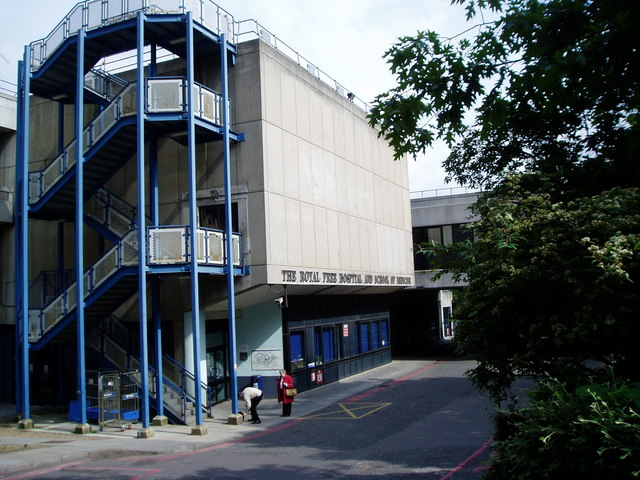
Eingang des Sheila Sherlock Education Center, Rowland Hill

Sherlock wurde 1951 als bis dahin jüngste zugelassene Frau Fellow des Royal College of Physicians. Weitere wissenschaftliche Gesellschaften folgten: Beispielsweise wurde ihr die Ärzten selten erteilte Ehre der Mitgliedschaft in der Physiological Society zuteil. Sie wurde mit achtzehn Ehrendoktortiteln gewürdigt, darunter eine Auszeichnung der Johannes Gutenberg-Universität Mainz, der Yale University und der Universität von Padua sowie weitere Preise und Auszeichnungen, wie eine Goldmedaille der British Medical Association.  Sherlock war Gründungsmitglied der durch Gustav Adolf Martini initiierten European Association for the Study of the Liver (EASL) in Marburg und zweite Präsidentin der Gesellschaft, 1967 in Göteborg. Von 1974 bis 1979 war sie die Chefredakteurin des Presseorgans der Gesellschaft. Nach Angaben von Hans Popper hielt sie die erste internationale Konferenz ausschließlich zu Lebererkrankungen im Juli 1950. Anlässlich der Gründung der International Association for the Study of the Liver (IASL) 1958 in Washington, D.C. wurde Sherlock zur ersten Präsidentin der Gesellschaft gewählt, obwohl sie wegen der Geburt ihrer ersten Tochter nicht teilnehmen konnte. Die erste Sitzung der Organisation fand 1960 im Royal Free statt.
Im RCP hielt sie die Bradshaw Lectures (1961), die Humphrey-Davy-Rolleston-Lectures (1968) und die Lumleian-Lectures (1978). 1985 wurde sie die erste Frau, die die Harveian Oration (Titel: Virus Hepatitis) hielt.
1978 wurde Sherlock zum Dame Commander of the British Empire ernannt. Erst sehr spät, kurz vor ihrem Tod, 2001, wurde Sherlock schließlich auch zum Fellow der Royal Society berufen.
Das Royal Free benannte 1994 das Sheila Sherlock Education Center zur Ausbildung junger Ärzte und Sherlock selbst war bei der Eröffnung der Ehrengast.

## Privates

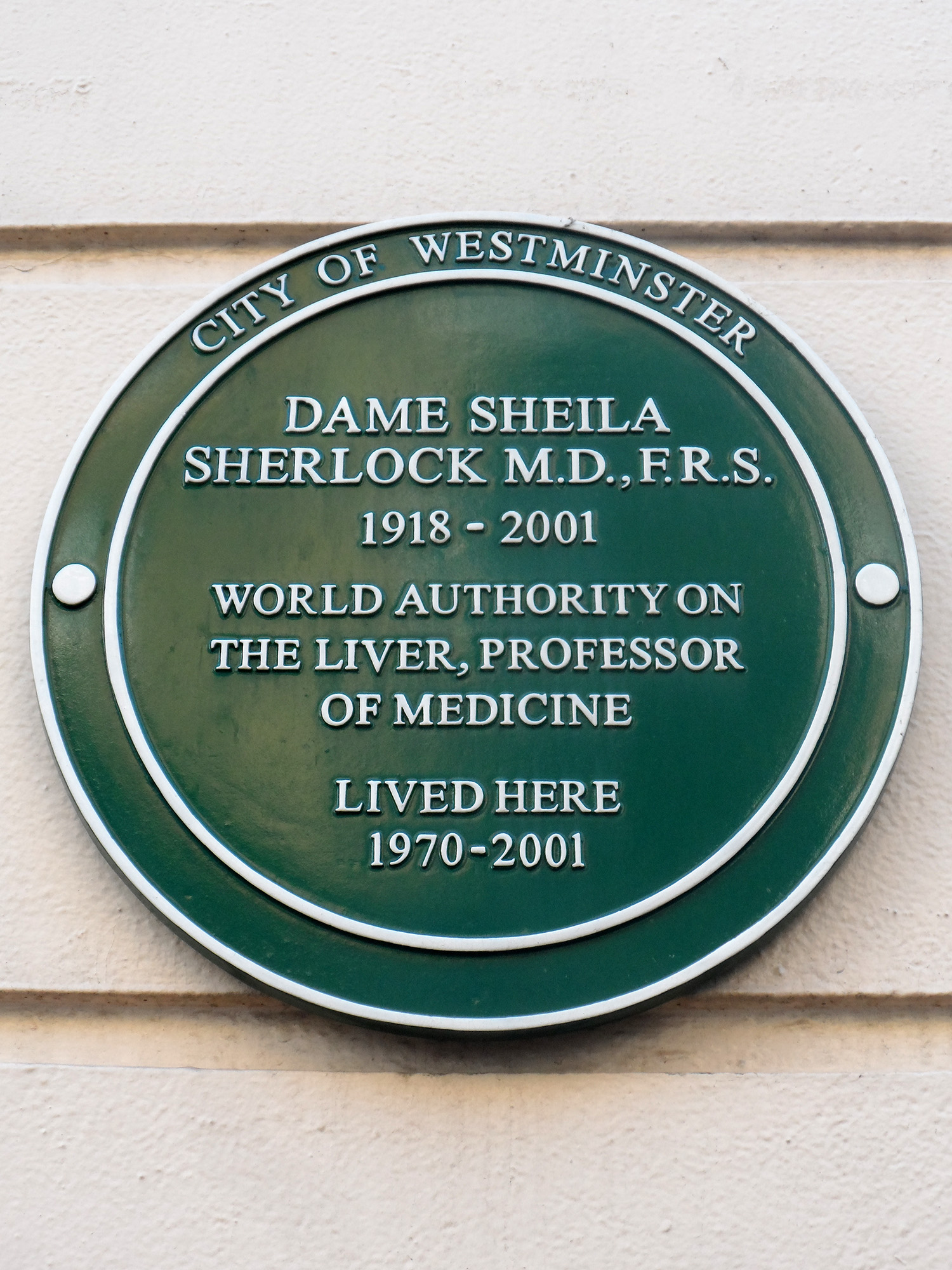
Gedenktafel an Sherlocks letzter Wohnung

1951 heiratete Sherlock Geraint „Gerry“ James, ein Fellow des RCP. Das Paar hatte zwei Töchter, Mandy (* 1958) und Auriole (* 1962). Sie wurde 1983 emeritiert, d. h. sie zog in ein anderes Büro des Royal Free, arbeitete weiter, besuchte weiter Kongresse und veröffentlichte Artikel und Bücher.
In ihren letzten Lebensjahren erkrankte Sherlock an Brustkrebs, der mit einer Strahlentherapie behandelt wurde. Das führte zu einer Lähmung eines Armes und zu einer Lungenfibrose, der späteren Todesursache. Dame Sheila Sherlock verstarb am 30. Dezember 2001 in ihrem Heim in London.

## Bibliografie
Mit rund 600 Artikeln und 25 Büchern war Sherlock eine höchst produktive Autorin, die vielfach in medizinisches Neuland aufbrach.

### Artikel (Auswahl)
- 1943: Pathology of acute Hepatitis Aspiration Biopsy Studies of Epidemic, Arsenotherapy and Serum Jaunice; (J. H. Dible, John McMichael, S. P. V. Sherlock)
- 1948: Liver Biopsy in Sarcoidosis
- 1950: Cirrhosis of the Liver
- 1951: The Liver in Heart Failure Relation of Anatomical, Functional, and Circulatory Changes
- 1956: Jaundice
- 1963: The aetiology and management of ascites in patients with hepatic cirrhosis: A review
- 1964: Familial Hepatic Copper Storage Disease: A Variant of Wilsons's Disease
- 1968: Hepato-lienal fibrosis without cirrhosis: non-cirrhotic intrahepatic portal hypertension
- 1969. Differential ferrioxamide test in haemochromatosis and liver disease
- 1970: Progress report: hepatitis-associated (Australia) antigen
- 1971: Halothane hepatitis
- 1972: Long-incubation (virus B, HAA-associated) hepatitis
- 1974: Chronic hepatitis
- 1975: Hepatic adenomas and oral contraceptives
- 1978: Virus Hepatitis and its Control
- 1979: Percutaneous Hepatography: the Kinetic Method of Injection of Contrast Medium
- 1979: Viral Hepatitis: Etiology, Epidemiology, Pathogenesis and Prevention
- 1980: Hyperglucagonaemia in cirrhosis
- 1981: Treatment and Prognosis of Primary Biliary Cirrhosis
- 1981: Systemic effects of HBsAg immune complexes
- 1982: Noncirrhotic Extrahepatic and Intrahepatic Portal Hypertension
- 1983: The liver: biology and pathobiology
- 1991: Pathogenesis of Sclerosing Cholangitis: The Role of Nonimmune Factors
- 1992: The Liver in Sarcoidosis
- 1995: Combination antiviral therapy in chronic hepatitis C
- 1995: Drug-Induced Liver Disease
- 2008: The Liver-Lung Interface

### Bücher
- 1955: Diseases of the liver and biliary system
- 1965: Krankheiten der Leber und der Gallenwege
- 1978: My Medical School
- 1981: Farbatlas der Leberkrankheiten (mit John A. Summerfield)
- 1992: Slide Atlas (Hepatitis C Virus Infection)
- 1997: Diseases of the Liver and Biliary System